# Fitzjames Island
Fitzjames Island ist eine unbewohnte Insel in der Kitikmeot-Region des kanadischen Territoriums Nunavut.
Die flache Insel liegt im Queen Maud Gulf und ist der Südspitze der Halbinsel Graham Gore Peninsula der Insel King William Island vorgelagert. Sie ist etwa 1,6 km lang und bis zu 300 m breit. Benannt ist die Insel nach Captain James Fitzjames (1813–1848/1849), Teilnehmer an der Franklin-Expedition, der nach John Franklins Tod 1847 das Kommando auf der Erebus übernahm.